# Chung kết cúp bóng đá châu Á 2011
Trận chung kết Cúp bóng đá châu Á 2011 được diễn ra ngày 29 tháng 1 năm 2011 để chọn đội dành chức vô địch của giải bóng đá lớn nhất châu Á do Liên đoàn bóng đá châu Á (AFC) tổ chức. Hai đội được bước vào trận chung kết là hai đội thắng ở hai trận bán kết: Úc và Nhật Bản. Trận đấu đã kết thúc với tỷ số 0–1 nghiêng về Nhật Bản, và đội lần thứ 4 dành chức vô địch Asian Cup. Nhật Bản cũng chính thức giành quyền tham dự Cúp Liên đoàn các châu lục 2013.

## Thông tin quanh trận đấu

### Đường tới trận chung kết
| Đội      | Pld | W | D | L | GF | GA | GD  | Pts |
| -------- | --- | - | - | - | -- | -- | --- | --- |
| Úc       | 3   | 2 | 1 | 0 | 6  | 1  | +5  | 7   |
| Hàn Quốc | 3   | 2 | 1 | 0 | 7  | 3  | +4  | 7   |
| Bahrain  | 3   | 1 | 0 | 2 | 6  | 5  | +1  | 3   |
| Ấn Độ    | 3   | 0 | 0 | 3 | 3  | 13 | −10 | 0   |

| Đội         | Pld | W | D | L | GF | GA | GD | Pts |
| ----------- | --- | - | - | - | -- | -- | -- | --- |
| Nhật Bản    | 3   | 2 | 1 | 0 | 8  | 2  | +6 | 7   |
| Jordan      | 3   | 2 | 1 | 0 | 4  | 2  | +2 | 7   |
| Syria       | 3   | 1 | 0 | 2 | 4  | 5  | −1 | 3   |
| Ả Rập Xê Út | 3   | 0 | 0 | 3 | 1  | 8  | −7 | 0   |

## Chi tiết
Úc đã nhập cuộc rất nhanh ở hiệp 1, và đã có sự thay đổi ở vị trí tiền đạo là Tim Cahill và Harry Kewell. Nhật Bản đã chơi chậm ở hiệp 1 khi nhận cú sút từ Luke Wilkshire và đã chạm vào thủ môn Kawashima Eiji rồi chạm xà ngang, chỉ còn một mình Cahill sút làm bóng bị bay ra ngoài.
Sau trận đấu, Honda Keisuke là cầu thủ hay nhất giải đấu.
| Úc | 0–1 (s.h.p.) | Nhật Bản |
| -- | ------------ | -------- |
|    | Chi tiết     | Lee 109' |

| Úc | Nhật Bản |

| GK                      | 1  | Mark Schwarzer  |      |      |
| RB                      | 8  | Luke Wilkshire  |      |      |
| CB                      | 2  | Lucas Neill (c) |      |      |
| CB                      | 6  | Saša Ognenovski |      |      |
| LB                      | 3  | David Carney    |      |      |
| CM                      | 15 | Mile Jedinak    |      |      |
| CM                      | 16 | Carl Valeri     | 16'  |      |
| RW                      | 14 | Brett Holman    | 39'  | 65'  |
| LW                      | 17 | Matt McKay      | 112' |      |
| SS                      | 10 | Harry Kewell    |      | 103' |
| CF                      | 4  | Tim Cahill      |      | 110' |
| Vào thay người:         |    |                 |      |      |
| MF                      | 7  | Brett Emerton   |      | 65'  |
| FW                      | 23 | Robbie Kruse    |      | 103' |
| MF                      | 22 | Neil Kilkenny   |      | 110' |
| Huấn luyện viên trưởng: |    |                 |      |      |
| Holger Osieck           |    |                 |      |      |

| GK                      | 1  | Kawashima Eiji    |  |      |
| RB                      | 6  | Uchida Atsuto     |  | 120' |
| CB                      | 22 | Yoshida Maya      |  |      |
| CB                      | 4  | Konno Yasuyuki    |  |      |
| LB                      | 5  | Nagatomo Yuto     |  |      |
| CM                      | 7  | Endō Yasuhito     |  |      |
| CM                      | 17 | Hasebe Makoto (c) |  |      |
| AM                      | 18 | Honda Keisuke     |  |      |
| RW                      | 9  | Okazaki Shinji    |  |      |
| LW                      | 14 | Fujimoto Jungo    |  | 56'  |
| CF                      | 11 | Maeda Ryoichi     |  | 98'  |
| Vào thay người:         |    |                   |  |      |
| DF                      | 3  | Iwamasa Daiki     |  | 56'  |
| FW                      | 19 | Tadanari Lee      |  | 98'  |
| DF                      | 2  | Inoha Masahiko    |  | 120' |
| Huấn luyện viên trưởng: |    |                   |  |      |
| Alberto Zaccheroni      |    |                   |  |      |

| Cầu thủ xuất sắc nhất trận: Kawashima Eiji (Nhật Bản) Trợ lý trọng tài: Abdukhamidullo Rasulov (Uzbekistan) Rafael Ilyasov (Uzbekistan) Trọng tài bàn: Subkhiddin Mohd Salleh (Malaysia) |